# Teucrium bullatum
Espèce
Teucrium bullatum est une espèce de plantes à fleurs de la famille des Lamiaceae. Elle est endémique du Maroc.